# Maria Józefina od Jezusa Ukrzyżowanego
Maria Józefina od Jezusa Ukrzyżowanego (ur. 18 lutego 1894 w Neapolu, zm. 14 marca 1948 tamże) – włoska Błogosławiona Kościoła katolickiego.

## Życiorys
Pochodziła ze szlacheckiej rodziny. W wieku 24 lat, w 1918 roku, udała się do powstającego klasztoru karmelitanek bosych. Zachorowała na gruźlicę i zapalenie kręgosłupa i na skutek choroby została sparaliżowana. Została jednak uzdrowiona za wstawiennictwem Franciszka Ksawerego. W dniu 6 sierpnia 1933 roku złożyła śluby zakonne. Zmarła w wieku 54 lat w opinii świętości.
Za jej wstawiennictwem zostało uzdrowione dwumiesięczne dziecko ze stanu nieprzytomności. Beatyfikował ją papież Benedykt XVI w dniu 1 czerwca 2008 roku.